# Margarita Golubeva
Margarita Aleksandrovna Golubeva (en ruso: Маргарита Голубева) (3 de mayo de 2001, San Petersburgo) es una modelo, cantante y actriz rusa. Fue coronada Miss Rusia 2023 y representó a su país en Miss Universo 2023.

## Biografía
Nació en San Petersburgo y estudió canto a los 5 años.  A los 15 años, Golubeva decidió seguir una carrera como actriz y se inscribió para una audición para un comercial de bola de masa. Después de entrar accidentalmente a la oficina equivocada, llegó a un casting para una agencia de modelos y finalmente firmó con la agencia, comenzando su carrera como modelo.
Era estudiante de quinto año en la Academia Rusa de Aduanas del Servicio Federal Ruso de Aduanas de Rusia en Moscú y estudiante de segundo año en la Universidad Estatal de Arte y Cultura de Moscú en Khimki, estudiando canto pop-jazz en esta última institución. En 2021, participó en la décima temporada de la versión rusa de The Voice, lo que la inspiró a inscribirse en la Universidad Estatal de Arte y Cultura de Moscú como estudiante de música.

## Concursos de belleza

### Miss Student Rusia 2021
Golubeva comenzó en el mundo de los certámenes de belleza en 2021 siendo coronada Miss Student Rusia 2021.

### Miss Europa 2023
Fue designada como representante de Rusia a Miss Europa 2023, al final del evento fue nombrada primera finalista.

### Miss Rusia 2023
Más tarde, en 2023, Golubeva se registró para el certamen Miss Rusia 2023, habiendo aspirado a competir en el certamen desde que tenía 16 años. Finalmente fue seleccionada como una de sus 50 finalistas entre más de 85.000 solicitantes, en representación de San Petersburgo.  Antes del espectáculo final del concurso, Golubeva fue una de las diez concursantes que recibió la mayor cantidad de votos en línea del público ruso, lo que le permitió ingresar directamente al Top 20 del certamen. El concurso se llevó a cabo el 8 de octubre en Moscú, donde Golubeva avanzó aún más hasta el Top 10, y más tarde se coronó ganadora. Como parte de su paquete de premios, Golubeva recibió, además de otros premios, 1 millón de rublos. Como Miss Rusia, Golubeva representó a Rusia en Miss Universo 2023.

### Miss Universo 2023
El 18 de noviembre de 2023, participó en Miss Universo 2023 representando a Rusia. 